# 美好時機
美好時機（日语：マーベラスタイマー），是日本純種競賽馬匹。生涯活躍於中長途賽事，曾勝出阿根廷共和國盃及日經新春盃。

## 出賽前
1994年4月24日出生於北海道新冠町山岡牧場，成長途中被馬主笹原貞生購入。
其後交由美浦訓練中心練馬師矢野照正訓練

## 競賽生涯

### 4歲（現3歲）
1997年1月7日出戰中山競馬場4歲新馬戰，維持於第二、三的位置下在直路開始尋找位置加速，但未能迫近前方領放馬Choji下以第二落敗。
其後再度出戰4歲新馬戰，本次比賽以領放姿態帶領馬群前進，在直路上繼續加速下逐步拋離後方賽駒，最終以3馬位優勢取得優勢。
其後以條件戰水仙賞作為目標，繼續採用前置戰術下於直路開始加速，最終輕鬆取得勝利。
3月22日出戰若葉錦標，雖然比賽途中採取變奏策略由中團位置上前，但於直路上未能堅守位置僅跑獲第五。
6月原定出戰三級賽短波電台賞，然而賽前出現傷病問題而退賽，並進入長期休養。

### 5歲（現4歲）
1998年年初復出，本年度大部份時間均出戰條件戰，並勝出房總特別及九十九里特別。
11月7日越級挑戰二級賽阿根廷共和國盃，比賽初段選擇於第五、六左右的位置推進，通過第一彎道後開始減速墮後至後方，並一直以遮擋的狀態等待時機。進入直路後，其於中外檔位置逐步加速衝出衝出，最終跑獲一席入板第五的戰績。
年末返回條件戰冬至錦標，採取前置主動的策略下跑獲第三的戰績。

### 6歲（現5歲）
1999年於迎春錦標取得第一後，前往挑戰日經新春盃，維持穩定的節奏下在中團位置推進，進入直路後稍為加速上前，最終以第四的戰績完賽。
但其後狀態稍為下滑，於條件戰灣岸錦標以第十三大敗，出戰其他賽事亦未能跑入頭五之內。
10月於稍為休養過後出戰十月錦標，於後方位置等待時機下在直路外檔瞬間衝出，最終僅敗於Mariage d'Amour取得第二。
11月6日出戰阿根廷共和國盃，本次比賽其採取居中戰術，於初段維持於約莫第七左右的位置，雖然在對面直路稍微墮後，但於最後彎道中段重新上前。進入直路後，其迅速在中檔位置望空並展開追走，最終跑出衝勢下趕過Mariage d'Amour，以頸位優勢取得首個分級賽冠軍。
12月選擇挑戰長途馬錦標，然而一直維持於後方位置下在直路亦未能加速，最終以第八大敗。

### 7歲（現6歲）
2000年首戰為日經新春盃，本次比賽其繼續採用自身擅長的居中戰術，維持於第十左右的位置穩步推進，同時在最後彎道發力取位。進入直路後，其繼續以不俗的走勢上前迫近前方賽駒，最終成功壓制前方的名將戶仁及Mejiro Sandra，取得生涯第二個分級賽冠軍。
其後進入休養並備戰春季的賽事，但受到上年度緊密賽程的影響下狀態一直無法回復，最終跳過了春季天皇賞及寶塚紀念。
秋季復出後出戰產經賞，但以尾二第八完賽，10月以鳴尾紀念作為目標亦僅跑獲第六。

### 7歲[a]
2001年繼續現役，但出戰三場賽事均未有斬獲。
於日經賞以第七落敗後，陣營決定安排其退役。

### 詳細戰績
| 日期       | 舉辦國家 | 馬場 | 距離   | 級別 | 賽事名稱       | 負重 | 騎師     | 馬號 | 出馬 | 名次 | 時間   | 頭馬（二馬）        |
| ---------- | -------- | ---- | ------ | ---- | -------------- | ---- | -------- | ---- | ---- | ---- | ------ | ------------------- |
| 7/1/1997   | 日本     | 中山 | 草1800 |      | 4歲新馬        | 55   | 江田照男 | 1    | 16   | 2    | 1:52.3 | Choji               |
| 19/1/1997  | 日本     | 中山 | 草2000 |      | 4歲新馬        | 55   | 江田照男 | 5    | 11   | 1    | 2:05.6 | （Courage）         |
| 9/3/1997   | 日本     | 中山 | 草2000 |      | 水仙賞         | 55   | 江田照男 | 15   | 16   | 1    | 2:03.8 | （Shin Domestic）   |
| 22/3/1997  | 日本     | 中山 | 草2000 | OP   | 若葉錦標       | 56   | 江田照男 | 14   | 16   | 5    | 2:04.5 | Silk Lightning      |
| 29/6/1997  | 日本     | 福島 | 草1800 | GIII | 短波電台賞     | 54   | 江田照男 | 1    | 9    | 退賽 | 退賽   | Air Guts            |
| 24/1/1998  | 日本     | 中山 | 泥1800 |      | 頌春賞         | 56   | 江田照男 | 2    | 16   | 4    | 1:53.6 | Crafty Master       |
| 15/2/1998  | 日本     | 東京 | 泥1600 |      | 早春賞         | 56   | 江田照男 | 2    | 14   | 8    | 1:38.8 | Sparking Grow       |
| 7/3/1998   | 日本     | 中山 | 草2000 |      | 館山特別       | 56   | 江田照男 | 6    | 8    | 2    | 2:04.0 | Marugo Winner       |
| 22/3/1998  | 日本     | 中山 | 草2500 |      | 房總特別       | 56   | 武豐     | 2    | 9    | 1    | 2:42.7 | （Ami Fuji Dandy）  |
| 12/9/1998  | 日本     | 中山 | 草1600 |      | 初風特別       | 57   | 江田照男 | 8    | 10   | 4    | 1:34.5 | Clochette Noel      |
| 3/10/1998  | 日本     | 中山 | 草2500 |      | 九十九里特別   | 57   | 武豊     | 3    | 9    | 1    | 2:34.8 | （Takeno Pansy）    |
| 7/11/1998  | 日本     | 東京 | 草2500 | GII  | 阿根廷共和國盃 | 52   | 江田照男 | 18   | 18   | 5    | 2:33.4 | 優勝駒              |
| 20/12/1998 | 日本     | 中山 | 草2500 |      | 冬至錦標       | 56   | 武豐     | 9    | 11   | 3    | 2:35.9 | Mejiro Lambert      |
| 10/1/1999  | 日本     | 中山 | 草2500 |      | 迎春錦標       | 57   | 江田照男 | 7    | 14   | 1    | 2:35.2 | （Kay's Dream）     |
| 24/1/1999  | 日本     | 京都 | 草2400 | GII  | 日經新春盃     | 53   | 江田照男 | 6    | 12   | 4    | 2:31.6 | 目白光明            |
| 4/4/1999   | 日本     | 中山 | 草2500 |      | 灣岸錦標       | 57   | 武豐     | 12   | 14   | 13   | 2:34.9 | I Shall Teio        |
| 10/7/1999  | 日本     | 福島 | 草2000 | GIII | 七夕賞         | 54   | 江田照男 | 5    | 16   | 5    | 2:00.6 | Sunday Sarah        |
| 1/8/1999   | 日本     | 新潟 | 草2000 | OP   | BSN公開賽      | 56   | 江田照男 | 9    | 11   | 7    | 1:59.5 | Promotion           |
| 29/8/1999  | 日本     | 新潟 | 草2000 | GIII | 新潟紀念       | 54   | 柴田善臣 | 16   | 16   | 12   | 2:01.1 | Brilliant Road      |
| 11/9/1999  | 日本     | 中山 | 草2000 |      | 新市場盃       | 56   | 的場均   | 12   | 13   | 8    | 2:00.0 | 勇敢基斯            |
| 24/10/1999 | 日本     | 東京 | 草2300 |      | 十月錦標       | 56   | 的場均   | 9    | 14   | 2    | 2:19.8 | Mariage d'Amour     |
| 6/11/1999  | 日本     | 東京 | 草2500 | GII  | 阿根廷共和國盃 | 53   | 的場均   | 16   | 18   | 1    | 2:32.0 | （Mariage d'Amour） |
| 4/12/1999  | 日本     | 中山 | 草3600 | GII  | 長途馬錦標     | 58   | 的場均   | 12   | 14   | 8    | 3:47.8 | Painted Black       |
| 16/1/2000  | 日本     | 京都 | 草2400 | GII  | 日經新春盃     | 55   | 武豐     | 10   | 14   | 1    | 2:24.3 | （名將戶仁）        |
| 24/9/2000  | 日本     | 中山 | 草2200 | GII  | 產經賞         | 58   | 吉田豐   | 3    | 9    | 8    | 2:19.5 | 名將戶仁            |
| 12/10/2000 | 日本     | 阪神 | 草2200 | GIII | 鳴尾紀念       | 57   | 杜滿萊   | 2    | 16   | 6    | 1:59.7 | 大德之都            |
| 14/1/2001  | 日本     | 京都 | 草2400 | GII  | 日經新春盃     | 57   | 杜滿萊   | 4    | 11   | 8    | 2:26.7 | 黃金旅程            |
| 17/2/2001  | 日本     | 京都 | 草2200 | GII  | 京都紀念       | 57   | 柏兆雷   | 3    | 14   | 7    | 2:12.8 | Maquereau           |
| 23/3/2001  | 日本     | 中山 | 草2500 | GII  | 日經賞         | 58   | 田中勝春 | 7    | 10   | 7    | 2:34.8 | 名將戶仁            |

a 由2001年開始，日本跟隨國際馬齡顯示標準，以實歲標記馬匹

## 退役後
退役後，美好時機並未入種，而是於福島縣南相馬市大瀧馬事苑休養，進行養老生活，同時亦有參加當地的祭典相馬野馬追。
2020年6月4日，其因衰老以26歲的高齡死亡。

## 血統簡介
父系Mogami爲法國賽駒，生涯戰績不佳，退役後被目白牧場引入日本作配種馬之用。祖父利法爾爲美國生產的法國賽駒，出自著名種馬北地舞人系，生涯亦僅得一敗，退役後亦成爲歐洲著名種馬，現以成爲一支獨立系統。
母系Shimano Remand為日本賽駒，生涯僅勝出一場賽事。外祖父Remand為英國賽駒，生涯戰績優秀，出戰十場賽事勝出七場。

### 血統表
| 父線：利法爾系（北地舞人系）               |                              |                |                |
| 種馬 Mogami 1976年（棕色）                 | 利法爾 1969年（棗色）        | 北地舞人       | 新北區         |
| 種馬 Mogami 1976年（棕色）                 | 利法爾 1969年（棗色）        | 北地舞人       | Natalma        |
| 種馬 Mogami 1976年（棕色）                 | 利法爾 1969年（棗色）        | Goofed         | Court Martial  |
| 種馬 Mogami 1976年（棕色）                 | 利法爾 1969年（棗色）        | Goofed         | Barra          |
| 種馬 Mogami 1976年（棕色）                 | No Luck 1968年（深棗色）     | Lucky Debonair | Vertex         |
| 種馬 Mogami 1976年（棕色）                 | No Luck 1968年（深棗色）     | Lucky Debonair | Fresh as Fresh |
| 種馬 Mogami 1976年（棕色）                 | No Luck 1968年（深棗色）     | No Teasing     | Palestinian    |
| 種馬 Mogami 1976年（棕色）                 | No Luck 1968年（深棗色）     | No Teasing     | No Fiddling    |
| 繁殖雌馬 Shimano Remand 1980年（栗色）     | Remand 1965年（栗色）        | Alcide         | Alycidon       |
| 繁殖雌馬 Shimano Remand 1980年（栗色）     | Remand 1965年（栗色）        | Alcide         | Chenille       |
| 繁殖雌馬 Shimano Remand 1980年（栗色）     | Remand 1965年（栗色）        | Admonish       | Palestine      |
| 繁殖雌馬 Shimano Remand 1980年（栗色）     | Remand 1965年（栗色）        | Admonish       | Warning        |
| 繁殖雌馬 Shimano Remand 1980年（栗色）     | Saryu Ation 1969年（深棗色） | Infatuation    | Nearco         |
| 繁殖雌馬 Shimano Remand 1980年（栗色）     | Saryu Ation 1969年（深棗色） | Infatuation    | Allure         |
| 繁殖雌馬 Shimano Remand 1980年（栗色）     | Saryu Ation 1969年（深棗色） | Miss Yamanaka  | Tosa Midori    |
| 繁殖雌馬 Shimano Remand 1980年（栗色）     | Saryu Ation 1969年（深棗色） | Miss Yamanaka  | Miss Ieryu     |
| 雌系：號族：:3-l                           |                              |                |                |
| 五代內近親交配：Nearco 5×4、Fair Trial 5×5 |                              |                |                |

## 命名由來
名字中，Marvelous（マーベラス）為馬主笹原貞生的冠名，帶有「美好」的意思，Timer（タイマー）意指計時器，香港則翻譯為「時機」。

## 外部連結
- 美好時機 netkeiba.com
- 血統表